# Left Behind: The Movie
Left Behind: The Movie is een thriller, drama en actie speelfilm gebaseerd op de gelijknamige boekenreeks (Nederlands: De Laatste Bazuin) van de Amerikaanse schrijvers Jerry B. Jenkins en Tim LaHaye. Het verhaal is geïnspireerd door de eindtijd volgens de Bijbel.

## Verhaal
In deze film is Buck Williams, gespeeld door Kirk Cameron, een gerenommeerd journalist die tijdens een reportage in Israël getuige is van een grote Arabische aanval op dat land, die wonderbaarlijk in de kiem wordt gesmoord.
Als hij in het vliegtuig zit, verdwijnen er plotseling vele mensen om hem heen. De gezagvoerder Rayford Steele, gespeeld door Brad Johnson van hetzelfde toestel bemerkt bij thuiskomst dat ook zijn vrouw en een kind van hem verdwenen zijn. Alleen zijn dochter: Chloe Steele, gespeeld door Janaya Stephens, blijkt er nog te zijn. 
Als ze een achtergebleven christen vinden in een kerk, bekeren ze zich ook tot het christendom en ontdekken ze dat de opname van de gemeente had plaatsgevonden.

## Rolverdeling
| Acteur               | Personage              |
| -------------------- | ---------------------- |
| Kirk Cameron         | Buck Williams          |
| Brad Johnson         | Captain Rayford Steele |
| Janaya Stephens      | Chloe Steele           |
| Clarence Gilyard jr. | Bruce Barnes           |
| Colin Fox            | Chaim Rosenzweig       |
| Gordon Currie        | Nicolae Carpathia      |
| Chelsea Noble        | Hattie Durham          |
| Daniel Pilon         | Jonathan Stonagal      |
| Tony De Santis       | Joshua Todd-Cothran    |
| Jack Langedijk       | Dirk Burton            |
| Krista Bridges       | Ivy Gold               |
| Thomas Hauff         | Steve Plank            |
| Neil Crone           | Ken Ritz               |
| Sten Eirik           | Flattop / Carl         |
| Raven Dauda          | Gloria                 |
| Marvin Ishmael       | Firzhugh               |
| Philip Akin          | Alan Tompkins          |
| T.D. Jakes           | Pastor Vernon Billings |
| Rebecca St. James    | Buck's Assistant       |
| Bob Carlisle         | GNN Reporter           |